# ميتا فانادات الصوديوم
 ميتا فانادات الصوديوم  مركب كيميائي له الصيغة NaVO3 ، ويكون على شكل بلورات بيضاء.

## الخواص
- ينحل مركب ميتا فانادات الصوديوم في الماء الساخن.
- توجد بنيتين بلوريتين من المركب ألفا وبيتا.

## التحضير
يحضر مركب ميتا فانادات الصوديوم من تفاعل هيدروكسيد الصوديوم مع أكسيد الفاناديوم الخماسي حسب المعادلة:
2NaOH + V2O5 → NaVO3 + H2O

## الاستخدامات
- يستخدم مركب ميتا فانادات الصوديوم في صناعة الزجاج وخزف.
- يدخل في المواد التي تحمي السطوح من التآكل.